# Indigofera cedrorum
Indigofera cedrorum är en ärtväxtart som beskrevs av Stephen Troyte Dunn. Indigofera cedrorum ingår i släktet indigosläktet, och familjen ärtväxter. Inga underarter finns listade i Catalogue of Life.